# 閃刷
閃刷（英文：LabelflashTM）是一項近似於光速寫的光碟標籤刻印技術。此項技術是由NEC在2005年12月正式公開，並獲得山葉株式會社的授權，整合該公司早前所開發的DiscT@2標籤列印技術。

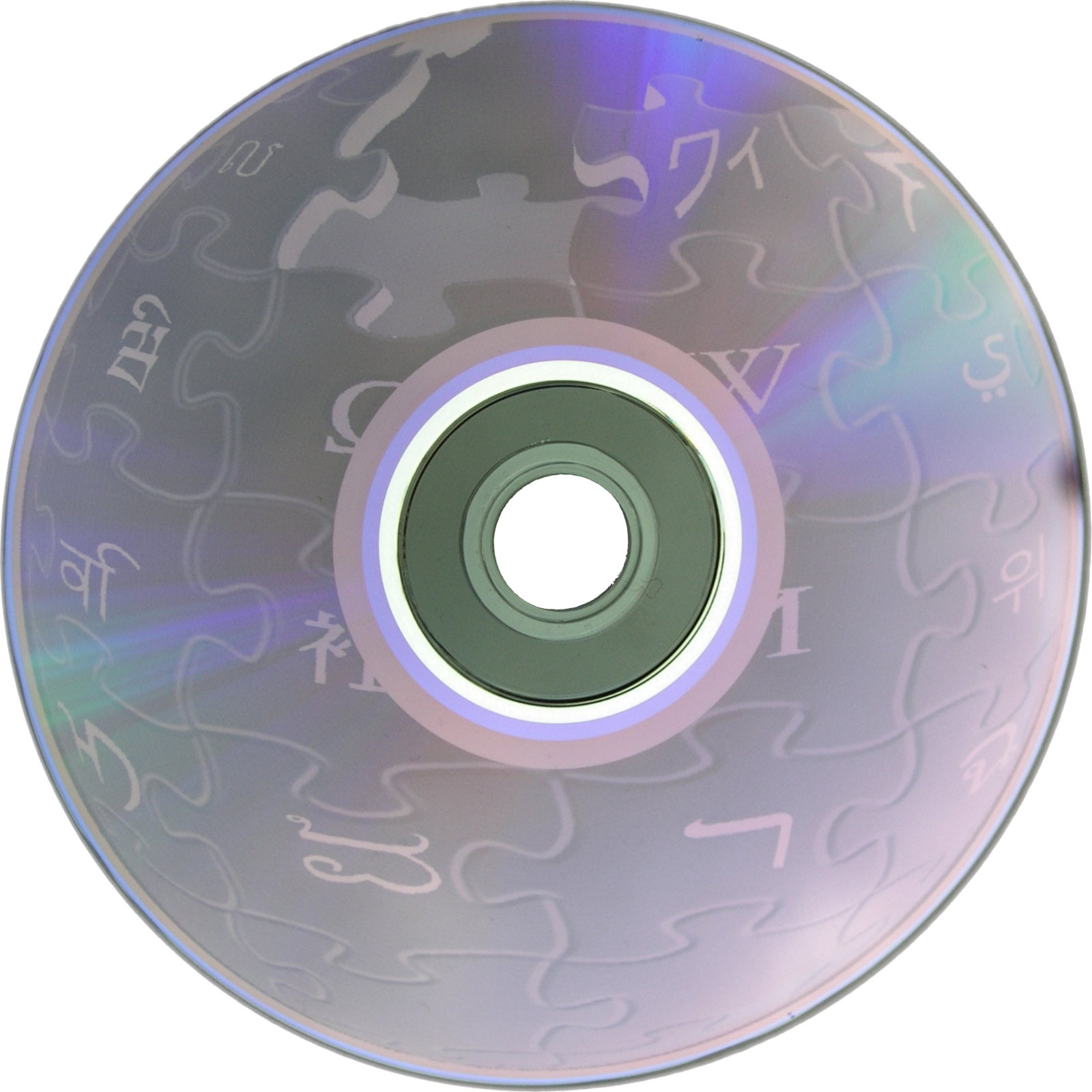
印有維基百科商標的閃刷光碟片